# 31980 Axelfeldmann
31980 Axelfeldmann è un asteroide della fascia principale. Scoperto nel 2000, presenta un'orbita caratterizzata da un semiasse maggiore pari a 2,5187524 UA e da un'eccentricità di 0,1699393, inclinata di 3,54433° rispetto all'eclittica.